# Trại Họp bạn Hướng đạo Thế giới lần thứ 10
Trại Họp bạn Hướng đạo Thế giới lần thứ 10 được Philippines tổ chức vào năm 1959 tại Núi Makiling, Los Banos, tỉnh Laguna. Trại họp bạn này còn có mệnh danh là "Trại Họp bạn Hướng đạo Thế giới lần thứ nhất ở Viễn Đông" và "Trại Họp Bạn Tre" (The Bamboo Jamboree) vì có Thành phố làm bằng Tre. Có khoảng 12.203 Hướng đạo sinh từ 44 quốc gia tham dự.